# Hemixantha ornamentata
Hemixantha ornamentata är en tvåvingeart som beskrevs av Willi Hennig 1937. Hemixantha ornamentata ingår i släktet Hemixantha och familjen Richardiidae. Inga underarter finns listade i Catalogue of Life.